# Drava Verlag
Der Drava Verlag (slowenisch: Založba Drava; offizielle Firma: Drava Verlags- und Druckgesellschaft m. b. H. / Založniška in tiskarska družba z o. j.) ist ein Buchverlag in Klagenfurt am Wörthersee, dem eine Druckerei angeschlossen ist.
Das Unternehmen wurde 1952 gegründet und gehörte bis 2016 dem Zveza slovenskih organizacij (Zentralverband slowenischer Organisationen, ZSO). Anlass für die Gründung war, dass sich damals keine Druckerei in Kärnten bereitfand, die von der Vorgängerorganisation der ZSO herausgegebene Wochenzeitung Slovenski vestnik zu drucken. Der Verlag  publiziert Bücher in deutscher und slowenischer Sprache. Drava ist der slowenische und serbokroatische Name des Flusses Drau.
Zum Verlagsprogramm zählen Bücher, die sich mit Kärnten  und den Kärntner Slowenen sowie mit dem Thema Mehrsprachigkeit befassen; außerdem literarische Werke unter anderem von Maja Haderlap. Daneben führt der Verlag unter anderem deutsche Übersetzungen der Werke von Ivan Cankar und slowenische Übersetzungen der Werke von Peter Handke.
Verlagsleiter von Mitte 2007 bis zu seinem Tod war Franz Marenits (* 1954; † 10. Jänner 2010), der vorher Lektor beim Wieser Verlag gewesen war. Sein Nachfolger  war Peter Wieser. Ihm folgte im Jänner 2016 Erika Hornbogner, die seit 2014 im Wieser Verlag tätig ist.
2016 wurde der Drava Verlag von der Wieser Verlag GmbH  übernommen, wird jedoch, wie Lojze Wieser und Erika Hornbogner in einem Rundschreiben vom Mai 2016 bekanntgaben, als eigenständige Marke mit seinem Programmprofil weitergeführt. Die langjährigen Eigentümer des Drava Verlags haben im Gegenzug 35 % der Wieser Verlag GmbH erhalten.

## Autoren (Auswahl)
Siglinde Bolbecher, Ivan Cankar, Peter Gstettner, Lojze Kovačič, Larissa Krainer, Sama Maani, Kim Mehmeti, Janko Messner, Helmuth A. Niederle, Klaus Ottomeyer, Arnulf Ploder, Richard Schuberth, Mile Stojić